# Pherusa papillata
Pherusa papillata är en ringmaskart som först beskrevs av Herbert Parlin Johnson 1901.  Pherusa papillata ingår i släktet Pherusa och familjen Flabelligeridae. Inga underarter finns listade i Catalogue of Life.